# Santiago Vergini
Santiago Vergini (Máximo Paz, 3 agosto 1988) è un ex calciatore argentino, di ruolo difensore.

## Carriera

### Club
Nel 2010 l'Hellas Verona lo acquista in prestito con diritto di riscatto dal Club Olimpia, dove ha giocato per 2 stagioni nel massimo campionato paraguaiano. In Lega Pro Prima Divisione gioca 15 partite di cui 13 da titolare segnando 1 gol contro il Bassano Virtus al Bentegodi e conquista la promozione in Serie B vincendo i play-off. Al termine della stagione il Verona non lo riscatta.
La stagione successiva passa al Newell's Old Boys dove rimane per due stagioni, arrivando, da titolare, alla semifinale della Coppa Libertadores 2013. Il 1º agosto 2013 è ingaggiato dall'Estudiantes de La Plata dove colleziona 17 presenze e 1 gol.
Il 20 gennaio 2014, si trasferisce in prestito in Premier League al Sunderland per il resto della stagione 2013-14. Debutta in campionato l'8 febbraio, in sostituzione di Fabio Borini nel primo tempo contro l'Hull City, dopo l'espulsione del difensore centrale Wes Brown. Rimane in panchina nella sconfitta del Sunderland nella finale della Football League Cup 2014 contro Manchester City allo stadio di Wembley il 2 marzo. Nel corso della stagione, a causa degli infortuni gioca terzino destro e contribuisce alla salvezza del Sunderland. Il 7 agosto 2014, firma per coi Black Cats un contratto di due anni.
Il 16 luglio 2015 è ceduto in prestito al Getafe CF in Liga. Al debutto è espulso nella sconfitta per 1-0 contro l'RCD Espanyol.

### Nazionale
Vergini gioca la sua prima partita con la maglia dell'Argentina nella sconfitta per 1-2 contro il Brasile, il 20 settembre 2012, entrando in campo al 73' per Lisandro López. Il 14 ottobre 2014, gioca titolare l'amichevole vinta 7-0 contro Hong Kong e nel successivo novembre 2014, nel successo per 2-1 contro la Croazia al Boleyn Ground.

## Statistiche
| Stagione             | Squadra              | Campionato           | Campionato | Campionato | Coppe nazionali | Coppe nazionali | Coppe nazionali | Coppe continentali | Coppe continentali | Coppe continentali | Altre coppe | Altre coppe | Altre coppe | Totale | Totale |
| Stagione             | Squadra              | Comp                 | Pres       | Reti       | Comp            | Pres            | Reti            | Comp               | Pres               | Reti               | Comp        | Pres        | Reti        | Pres   | Reti   |
| -------------------- | -------------------- | -------------------- | ---------- | ---------- | --------------- | --------------- | --------------- | ------------------ | ------------------ | ------------------ | ----------- | ----------- | ----------- | ------ | ------ |
| 2009                 | Olimpia              | PD                   | 12         | 1          |                 |                 |                 |                    |                    |                    |             |             |             | 12     | 1      |
| 2010                 | Olimpia              | PD                   | 4          | 0          |                 |                 |                 |                    |                    |                    |             |             |             | 4      | 0      |
| 2010-2011            | Verona               | C1                   | 15         | 1          |                 |                 |                 |                    |                    |                    |             |             |             | 15     | 1      |
| 2011-2012            | Newell's OB          | PD                   | 32         | 3          |                 | -               | -               |                    | -                  | -                  |             | -           | -           | 32     | 3      |
| 2012-2013            | Newell's OB          | PD                   | 34         | 1          |                 | -               | -               | CL                 | 12                 | 0                  |             |             |             | 46     | 1      |
| Totale Newell's Boys | Totale Newell's Boys | Totale Newell's Boys | 66         | 4          |                 | -               | -               |                    | 12                 | 0                  |             | -           | -           | 78     | 4      |
| 2013 - gen. 2014     | Estudiantes          | PD                   | 17         | 1          | CA              | 1               | 0               |                    | -                  | -                  |             | -           | -           | 18     | 1      |
| gen. - giu. 2014     | Sunderland           | PL                   | 11         | 0          | FACup+CdL       | 3+2             | 0               |                    | -                  | -                  |             | -           | -           | 16     | 0      |
| 2014-2015            | Sunderland           | PL                   | 31         | 0          | FACup           | 4               | 0               |                    | -                  | -                  |             | -           | -           | 35     | 0      |
| Totale Sunderland    | Totale Sunderland    | Totale Sunderland    | 42         | 0          |                 | 9               | 0               |                    | -                  | -                  |             | -           | -           | 51     | 0      |
| 2015-2016            | Getafe               | PD                   | 26         | 0          | CR              | 2               | 1               |                    | -                  | -                  |             | -           | -           | 28     | 1      |
| 2016-2017            | Boca Juniors         | PD                   | 28         | 0          | CA              | 3               | 0               |                    | -                  | -                  |             | -           | -           | 31     | 0      |
| 2017-2018            | Boca Juniors         | PD                   | 8          | 0          | CA              | 0               | 0               | CL                 | 5                  | 0                  |             | -           | -           | 13     | 0      |
| Totale Boca Juniors  | Totale Boca Juniors  | Totale Boca Juniors  | 36         | 0          |                 | 3               | 0               |                    | 5                  | 0                  |             | -           | -           | 44     | 0      |
| 2018-2019            | Bursaspor            | SL                   | 8          | 0          | TK              | 1               | 0               | -                  | -                  | -                  | -           | -           | -           | 9      | 0      |
| 2019-2020            | San Lorenzo          | PD                   | 5          | 0          | CA+CdL          | 0+1             | 0+0             | CL                 | 0                  | 0                  | CdS         | 0           | 0           | 6      | 0      |
| 2021                 | Atl. Tucumán         | PD                   | 12         | 0          | CA+CdL          | 2+8             | 0+1             | -                  | -                  | -                  | -           | -           | -           | 22     | 1      |
| Totale carriera      | Totale carriera      | Totale carriera      | 227        | 6          |                 | 26              | 2               |                    | 17                 | 0                  |             | 0           | 0           | 270    | 8      |

### Cronologia presenze e reti in nazionale
| Cronologia completa delle presenze e delle reti in nazionale ― Argentina | Cronologia completa delle presenze e delle reti in nazionale ― Argentina | Cronologia completa delle presenze e delle reti in nazionale ― Argentina | Cronologia completa delle presenze e delle reti in nazionale ― Argentina | Cronologia completa delle presenze e delle reti in nazionale ― Argentina | Cronologia completa delle presenze e delle reti in nazionale ― Argentina | Cronologia completa delle presenze e delle reti in nazionale ― Argentina | Cronologia completa delle presenze e delle reti in nazionale ― Argentina |
| Data                                                                     | Città                                                                    | In casa                                                                  | Risultato                                                                | Ospiti                                                                   | Competizione                                                             | Reti                                                                     | Note                                                                     |
| ------------------------------------------------------------------------ | ------------------------------------------------------------------------ | ------------------------------------------------------------------------ | ------------------------------------------------------------------------ | ------------------------------------------------------------------------ | ------------------------------------------------------------------------ | ------------------------------------------------------------------------ | ------------------------------------------------------------------------ |
| 20-9-2012                                                                | Goiânia                                                                  | Brasile                                                                  | 2 – 1                                                                    | Argentina                                                                | Amichevole                                                               | -                                                                        | 73’                                                                      |
| 14-10-2014                                                               | Hong Kong                                                                | Hong Kong                                                                | 0 – 7                                                                    | Argentina                                                                | Amichevole                                                               | -                                                                        |                                                                          |
| 12-11-2014                                                               | Londra                                                                   | Argentina                                                                | 2 – 1                                                                    | Croazia                                                                  | Amichevole                                                               | -                                                                        |                                                                          |
| Totale                                                                   |                                                                          | Presenze                                                                 | 3                                                                        |                                                                          | Reti                                                                     | 0                                                                        |                                                                          |

## Palmarès

### Club

#### Competizioni nazionali
- Campionato argentino: 2

Boca Juniors: 2016-2017, 2017-2018